# Жорж Клемансо
Клемансо пренасочва насам.  За класа самолетоносачи вижте Клемансо (клас самолетоносачи).
Жорж Клемансо̀ (на френски: Georges Clemenceau) е френски политик и журналист, дългогодишен водач на Радикалната партия. Като министър-председател на Франция (1917 – 1920) е основният инициатор на Парижките договори след Първата световна война. Председателства Парижката мирна конференция, започнала на 28 март 1919 година. Вместо него след войната за министър-председател е избран Александър Милеран.
Като издател на либералния вестник „Орор“ на 13 януари 1898 година публикува на първа страница статия на Емил Зола в подкрепа на Алфред Драйфус, озаглавявайки я „Аз обвинявам!“.

## Биография

### Произход
Жорж Клемансо е роден на 28 септември 1841 година. Той е роден в окръг Венде, който се намира в западната част на Франция и е в непосредствена близост до Атлантическия океан. Семейството му живее в типична дворянска къща. Родителите му са Бенжамен Клемансо и Софи Гутеро. Баща му е лекар по професия и е отявлен републиканец. Той оказва силно влияние върху сина си. Майка му, от друга страна, е от протестантска фамилия и е част от дребната френска буржоазия.

### Младежки години
Клемансо завършва гимназия в Нант, след което решава да следва медицина, също както баща си. Записва се във факултета по медицина в Нант. През 1861 година продължава обучението си в Париж. Там той се сприятелява с хора от аристокрацията. Задно с тях той започва да издава ежеседмичника „Травай“. В един от броевете Клемансо критикува писателя Едмонд Абу, а също така си позволява да критикува режима във Франция. След издадените осем броя ежеседмичникът е спрян, а голяма част от работилите в него журналисти са арестувани. На 23 февруари 1862 година Жорж Клемансо е изпратен в затвора за 73 дни.
След като е освободен, Клемансо се свързва с Огюст Шьорер Кестнер, който е една от централните фигури в бъдещата афера „Драйфус“ (1894 – 1906 г.) Междувременно през 1865 г. той завършва медицинското си образование. Освен това не спира да се занимава и с журналистическа дейност, която определено го привлича. Клемансо участва в издаването на различни вестници, а също пише и множество статии. В анализите си френският журналист и бъдещ политик отправя сериозни критики срещу режима на Наполеон III.
На 25 юли 1865 година Жорж Клемансо заминава за САЩ. Там той се присъединява към така наречените френски клубове, организирани срещу императорския режим на Наполеон III и Втората империя.

### Начало на политическата дейност
Жорж Клемансо се завръща във Франция след падането на режима. Формирането на така наречената Парижка комуна вследствие на революцията от 1871 година довежда до двувластие. Клемансо участва в Парижката комуна, откъдето започва и неговата политическа кариера. На 23 юли 1871 година е избран за член на Общинския съвет в Париж. В периода от 1871 година до 1876 година, преминава през различни постове в общината. Той започва професионална реализация като секретар, преминава през заместник-председател и достига до позицията на председател на общинския съвет през 1875 година.
През 1876 година Клемансо дава старт на националната си реализация като политик. На 20 февруари същата година е избран за депутат от 18-и избирателен район. Това се случва още на първи тур. Вследствие на това подава оставка като председател на съвета. С блестящите си речи Клемансо се налага като безспорен лидер на радикалените републиканци. Още в началото на своята политическа кариера той започва да афишира стремежа си към отделянето на църквата от държавата.

### Клемансо и аферата „Драйфус“ (1894 – 1906 г.)
По време на емблематичната афера „Драйфус“ Жорж Клемансо издава либералния вестник „Орор“. Френският политик и журналист има важна роля в тази афера, тъй като вестникът публикува една много взривоопасна статия под формата на отворено писмо до президента на Републиката. Статията е написана от Емил Зола и е озаглавена с гръмкото име „Аз обвинявам!“. В нея авторът Зола защитава Алфред Драйфус, който е обвинен за шпионаж в полза на Германската империя. Авторът на статията категорично заявява, че издадената доживотна присъда на единствения евреин в Генералния щаб на Франция е несправедлива, а също така е продиктувана не от конкретни доказателства, а е плод на расистки съображения. Самият Клемансо от друга страна пише редица статии в защита на Зола и неговите възгледи.
През 1905 година той поема ръководството на „Орор“, след което продължава да пише статии, насърчаващи преразглеждане на делото. В крайна сметка Драйфус е помилван, за което голям принос има както Зола, така и самият Клемансо.

### Клемансо на власт

#### Първи мандат (25.10.1906 г. – 20.07.1909 г.)
На изборите през 1906 година печели Радикалната партия, което довежда Клемансо до поста на председател на Съвета. Неговият кабинет включва и министри без портфейл. Като министър на военните дела е избран генерал Пикар, който разкрива измамата по делото „Драйфус“.
През периода на първия си мандат той извършва промени в сферата на полицията, а действията му в тази насока му носят прозвището „Топ-полицаят на Франция“.
В своята програма Клемансо подчертава, че от една страна ще се стреми към мир с Германия, но от друга, френската армия трябва да бъде подготвена за евентуален конфликт с могъщата си съседка. Сред задачите му е и една друга отдавна желана от него цел, а именно постигане на окончателно отделяне на църквата от държавата.

#### Втори мандат (16.11.1917 г. – 18.02.1920 г.)
По време на втория си мандат Жорж Клемансо печели поредното си прозвище – „Бащата на победата“.
В началото на неговия мандат идеята за победа над Германия е все още илюзорна. Политическата ситуация в Европа е сложна и нажежена. От една страна Италия е в отбранителна позиция, Русия ясно показва трудността си в сраженията, а на Франция остава да чака подкрепата на САЩ. В този критичен момент Клемансо започва тайно да желае мир с Германия. Действията и изказванията му обаче афишират съвсем друго, след като прокламира идеята за „тотална война“. Когато Франция е изправена пред тотален погром, Жорж Клемансо отново отхвърля идеята за мир. Изчакването му допълнително нажежава обстановката в страната и предизвиква редица критики към неговото управление. Изходът обаче е близо и на 11 ноември 1918 година Германия капитулира.

### Парижката мирна конференция (1919 – 1920)
Безспорно една от забележителните личности на Парижката мирна конференция е Жорж Клемансо. Той е водач на френската делегация, а също и председател на конференцията. Сред следваните от него приоритети на тази конференция е стремежът към присъединяването на Елзас и Лотарингия към Франция, изплащането на репарациите на Германия към Франция, както и гарантиране на сигурността по френско–германската граница.
На 28 юни 1919 година е подписан Версайският мирен договор, който е ратифициран на 23 октомври 1919 година. По време на ратифицирането му Клемансо заявява: „Ние не правим чудеса“. Той е считан и за един от авторите на така наречената Версайска система. Много историци и политолози обаче обвиняват именно него за неуспеха на Версайския договор и цялостната Версайска система. Недостатъците на този договор проличават много бързо, а доказателство за неуспеха му е избухването на Втората световна война.

### Край на политическата кариера и смърт
През януари 1920 година Клемансо се кандидатира за президент на Франция. Той губи в надпреварата от Пол Дешанел, а малко след това подава и оставка. Така Жорж Клемансо слага край на участието си в политиката.
На 24 ноември 1929 година, на 88 години, Жорж Клемансо умира.